# Bukit Selabu UPT II
Bukit Selabu UPT II is een bestuurslaag in het regentschap Musi Banyuasin van de provincie Zuid-Sumatra, Indonesië. Bukit Selabu UPT II telt 1582 inwoners (volkstelling 2010).